# Chronik der Stadt Osnabrück/1976–2000
Diese Liste ist eine Teilliste der Chronik der Stadt Osnabrück. Sie listet datierte Ereignisse von 1976 bis 2000 in Osnabrück auf.

## 1976
- 17. Februar: Im Friedenssaal des Rathauses wird von Ernst Weber, Cyril Ufton und Betty Garner die Städtepartnerschaftsurkunde zwischen Derby und Osnabrück unterzeichnet.[1]
- 30. Mai: Die elektrifizierte Bahnstrecke in Richtung Löhne nimmt den Betrieb auf.
- 19. November: Der Verkehrsminister Kurt Gscheidle gibt die Abschnitt der A30 zwischen dem Lotter Kreuz und Ibbenbüren (B219) für den Verkehr frei.[2]
- Der erste Hyde Park eröffnet an der Rheiner Landstraße.

## 1977
- Portugal richtet in Osnabrück ein Konsulat ein.[3]
- 20. Februar: Im Ostbunker im Stadtteil Schinkel wird das Jugendzentrum Ostbunker eröffnet.[4]
- 5. September: In einer Diskothek werden zwei Soldaten der britischen Garnison erschossen.[5]
- 17. und 18. September: Die NPD-Jugendorganisation Junge Nationaldemokraten hält in Osnabrück ihren Bundeskongress ab. Über 1000 Polizisten müssen die Veranstaltung wegen tausender Gegendemonstranten absichern.[6]
- 26. November: Der erweiterte Neumarkttunnel wird in Betrieb genommen.

## 1978
- 4. Januar: Das im Mai 1975 eröffnete Mehrzweckwarmhaus des Zoo Osnabrück brennt komplett aus.[7]

## 1979
- 2. Januar: An der Wetterstation am Ziegenbrink wird mit −24 °C und 11 cm Neuschnee die kälteste Nacht seit 11 Jahren gemessen.[8]
- 12. Januar: Eröffnung der neuen Stadthalle Osnabrück mit einem Konzert der Opernsängerin Ingeborg Hallstein.[9]
- 13. Februar: Boen mit über 100 km/h und starker Schneefall sorgen in Osnabrück für eine Fortsetzung der Schneekatastrophe 1978/1979. Teile des Stadtgebiets sind für Tage von der Außenwelt abgeschnitten. Die Große Straße ist erst ab dem 16. Februar wieder passierbar.[8]
- 26. August: In der Halbzeit des Spiels VfL Osnabrück gegen Rot-Weiss Lüdenscheid, in der 1. Hauptrunde des DFB-Pokal 1979/80 an der Bremer Brücke, führt Hartwig Piepenbrock einen Puma spazieren. Die Aktion soll ein Bekenntnis zum Wechsel von Adidas nach Puma sein und findet ein bundesweites Medienecho.[10]

## 1980
- 10. März: Die Provisional Irish Republican Army verübt im Heeger Holz einen Anschlag auf Corporal Stewart Leach. Er überlebt schwer verletzt.
- 30. Mai: Der Osnabrück Garrison wird die Freedom of the City verliehen.
- 1. Juni: Mit Beginn des Sommerfahrplans wird der Personenverkehr am Bahnhof Lüstringen wird eingestellt.[11][12]
- 16. November: Johannes Paul II. hält auf der Iloshöhe einen Gottesdienst vor 140.000 Menschen.[13]
- 31. Dezember: 1. Silvesterlauf Osnabrück.

## 1981
- 12. März: Ein starkes Hasehochwasser beschädigt den Stichkanal.
- 24. April: Die F. H. Hammersen AG an der Iburger Straße meldet Konkurs an. Die Firma war einstmals der größte Baumwollkonzern Europas.[14]

## 1982
- 25. Januar: Die störungsanfälligen Rolltreppen des Neumarkttunnels werden durch den Oberstadtdirektor stillgelegt und schon am Folgetag durch einen Ratsbeschluss wieder in Betrieb genommen. Das Ereignis geht als Osnabrücker Treppenwitz in die Stadtgeschichte ein.[15]
- 28. Februar: In der Schlosswallhalle findet das Spiel Japan gegen Kuba der Handball-Weltmeisterschaft der Männer 1982 statt. Der spätere Weltmeister Kuba entscheidet das Spiel mit 20:25 für sich.
- 1. März: Am Abend beschädigt ein starkes Wintergewitter mit einer Windhose den Bahnhof Eversburg.[16]
- 12. März: Das emma-theater feiert mit dem Stück „Stasch“ Premiere.[17]
- 16.–17. April: Unter dem Motto „Mittelstand schafft Arbeit“ findet der 27. Bundeskongress der Mittelstandsvereinigung der CDU in Osnabrück statt.[18]
- 1. Oktober: Der 85 Meter hohe Schornstein der Hammersen-Werke an der Iburger Straße wird gesprengt.[19]
- 3. Oktober: Zum 125. Jahresjubiläum der Eisenbahn in Osnabrück veranstaltet die Deutsche Bundesbahn im Hauptbahnhof Osnabrück eine Leistungsschau.[20]

## 1983
- Einweihung des Adolf-Reichwein-Platz.
- 1. Juni: Der sanierte Vitihof wird mit dem von Hans Gerd Ruwe geschaffenen Brunnen Die Waschfrau durch Oberbürgermeister Carl Möller eröffnet.[21]
- 31. Juli: Der Musikclub Hyde Park am ersten Standort Rheiner Landstraße muss schließen.
- 17. Dezember: Der nicht mehr genutzte Wasserturm des Bahnbetriebswerks an der Bremer Straße (Kamerun) wird gesprengt.[22]

## 1984
- 2. Juni: Der Personenverkehr auf dem Haller Willem wird von Osnabrück bis Bad Rothenfelde eingestellt.
- 5. Juni: Karl Kühling wird zum Ehrenbürger von Osnabrück ernannt.
- 29. Juni: Der Botanische Garten am Westerberg wird eröffnet.[23]

## 1985
- 10. April: Linienbusse werden über den Kamp geführt.[24]
- 12. Juni: Mit einem 2:1-Sieg gegen Rot-Weiss Essen, vor 18.000 Zuschauern an der heimischen Bremer Brücke, sichert sich der VfL Osnabrück am letzten Spieltag der Fußball-Oberliga Nord 1984/85 die Meisterschaft und steigt in die 2. Fußball-Bundesliga auf.[25]
- 18. Juli: Der 85. Deutsche Wandertag findet bis zum 22. Juli in Osnabrück unter dem Motto:„Mit der Jugend für die Zukunft – Wege nach Europa“ statt.
- 21. Juli: Der Bundespräsident Richard von Weizsäcker besucht Osnabrück anlässlich des 85. Deutschen Wandertages. Diesen Tag nannte er später „eine der würdigsten Stunden in meiner Amtszeit“.[26]

## 1986
- 30. April: Bis zum 4. Mai findet in Osnabrück der 35. Deutsche Schützentag des Deutschen Schützenbundes statt. Dieser ist gleichzeitig die Feier zum 125. Jubiläum der Gründung des Bundes.[27]

## 1987
- Bischof Helmut Hermann Wittler wird zum Ehrenbürger ernannt.
- 2. März: Osnabrück liegt im Zentrum eines der schwersten Eisregenereignissen in Deutschland. Der Rosenmontagseisregen zerstörte zahlreiche Stromleitungen und verursachte alleine an den Bäumen in der Stadt einen Schaden von 2,65 Millionen DM.[28]
- Mai: Die Osnabrücker Aktien-Bierbrauerei stellt ihren Betrieb ein.
- August: Die Osnabrück Garrison der britischen Armee gibt die Scarborough Barracks auf.[29]

## 1988
- 29. Juli: Das Willem-Versteegh-Kamp der Niederländischen Streitkräfte in Hesepe wird geschlossen.
- 1. August: Die Backhausschule im Schinkel wird in die Möser-Realschule am Westerberg integriert und der Standort im Schinkel geschlossen.[30]
- 8. September: Die niedersächsische Landesregierung gibt die Errichtung eines Grenzdurchgangslagers für Russlanddeutsche in den Scarborough Barracks am Westerberg bekannt.[29]

## 1989
- Die Bremer Brücke ist ein Austragungsort der Fußball-Europameisterschaft der Frauen 1989
- Stilllegung des Stahlwerks Osnabrück. Ein Restbetrieb bleibt erhalten.
- 26. Februar: In Osnabrück wird ein neuer niedrigster Luftdruckrekord für Deutschland aufgestellt: 949,5 hPa (Meereshöhe).
- 2. Juli: Im mit 22.000 Zuschauern ausverkauften Stadion an der Bremer Brücke wird die deutsche Fußballnationalmannschaft der Frauen mit einem 4:1 gegen Norwegen Europameister. Das als Wunder von Osnabrück betitelte Spiel wird zum Gründungsmythos der deutschen Frauennationalmannschaft.[31]

## 1990
- Die hölzerne Humboldtbrücke am Hauptbahnhof wird freigegeben.
- 12. Mai: Verleihung der Ehrenplakette des Europarates an die Stadt Osnabrück. Der Europaabgeordnete Walter Bösch überreichte die Ehrenplakette an Oberbürgermeisterin Ursula Flick.[32]
- 20. September: Eine Enercon E-32 nimmt als erste Windkraftanlage auf dem Piesberg den Betrieb auf.[33]

## 1991
- Am Bahnhof Osnabrück-Eversburg halten keine Personenzüge mehr.
- 5. Januar: Hans-Jürgen Fip (SPD) wird zum neuen Oberbürgermeister gewählt.[34]
- 7. Februar: Der Stadtrat entscheidet sich mit 29 zu 17 Stimmen für einen Abriss der Weymann-Hallen.[35]
- 21. Februar: Das Niedersächsische Institut für frühkindliche Bildung und Entwicklung und die Universität Osnabrück richten bis zum 23. Februar den 1. Osnabrücker Kongress „Bewegte Kindheit“ aus.
- 22. März: Der Rubbenbruchsee wird fertiggestellt.
- 11. Mai: Die Stadt Osnabrück schließt mit der russischen Stadt Twer eine Städtepartnerschaft und mit der US-amerikanischen Stadt Evansville eine Städtefreundschaft.[36]
- 31. Mai: Der Güterverkehr auf dem Haller Willem wird im Abschnitt Osnabrück–Bad Rothenfelde eingestellt.
- 26. Juni: Das neue Klinikum Osnabrück am Finkenhügel wird eingeweiht.
- 15.–18. September: Das neue Klinikum am Finkenhügel nimmt Schrittweise seinen Betrieb auf.[37]

## 1992
- Das Kunstwerk Time is turning wird am Vitihof aufgestellt.[38]

## 1993
- Das neue Krematorium am Heger Friedhof geht in Betrieb.[39]
- 23. Februar: Der Platz an der Kunsthalle Osnabrück wird in Platz des 20. Juli umbenannt, der bisherige Platz des 20. Juli wird zum Willy-Brandt-Platz. Vorher hieß er schon Hindenburgplatz und Neustädter Platz.[40]
- 30. Juni: Das Bundeswehrkrankenhaus Osnabrück wird geschlossen.[41]
- 17. September: An der Bornau wird von DBU-Generalsekretär Fritz Brickwedde, Bürgermeister Hans-Jürgen Fip und Architekt Erich Schneider-Wessling der erste Spatenstich zum Bau einer neuen Zentrale der Deutsche Bundesstiftung Umwelt gesetzt.[42]
- 11. November: Renovierungsabschluss des Neumarkttunnels.

## 1994
- 14. September: Die Zivilcourage gegen drei schwulenfeindliche Männer kostet an der Heinrich-Heine-Straße Peter Hamel das Leben[43].
- 30. September: Eröffnung des Museum Industriekultur am Piesberg durch die niedersächsische Wissenschaftsministerin Helga Schuchardt.

## 1995
- Das Grenzdurchgangslager in den Scarborough Barracks wird aufgegeben.[29]
- 15. Februar: Das Stadion an der Bremer Brücke bekommt nach Zustimmung durch den Stadtrat den Namen Piepenbrock-Stadion an der Bremer Brücke.[44]
- 23. Mai: Am Johannistorwall endet eine 50-stündige Geiselnahme, die in Celle begonnen hatte. Peter Strüdinger und sein Komplize werden festgenommen.
- 10. Juni: Das renovierte Stüvehaus wird von der VHS Osnabrück mit einem Tag der offenen Tür eingeweiht.[45]

## 1996
- 28. Juni: Die Provisional Irish Republican Army verübt den 2. Anschlag auf die Quebec Barracks.
- 9. Dezember: Bis zum 15. Dezember finden die German Open 1996 im Snooker in Osnabrück statt.

## 1997
- Der Güterbahnhof wird stillgelegt.
- Das Moskaubad erhält seinen ursprünglichen Namen zurück. Gleichzeitig wird es umfangreich saniert und erweitert.
- Osnabrück und die koreanische Stadt Gwangmyeong schließen eine Städtefreundschaft.[46]
- 1. Mai: Die Stadtsparkasse Osnabrück und die Kreissparkasse Osnabrück fusionieren zur Sparkasse Osnabrück.[47]
- 1. Juni: Mit 51,1 % wird Hans-Jürgen Fip (SPD) bei der ersten Direktwahl als Oberbürgermeister bestätigt.[34]
- 30. September: Das Freibad Wellmannsbrücke wird im Zuge des Osnabrücker Bäderkonzepts geschlossen.[48]
- 21. November: Der neugestaltete Neumarkttunnel wird übergeben.

## 1998
- Abriss der Fußgängerbrücke über den Hasetorwall am Bahnhof Hasetor.[49]
- 24. April: Das Hotel Remarque wird eröffnet.[50]
- 6. Juni: Der 14. Dalai Lama Tenzin Gyatso eröffnet die Konferenz Für Frieden und Menschenrechte in Osnabrück.[51]
- Juli: Das Felix-Nussbaum-Haus des Architekten Daniel Libeskind wird eröffnet.
- 23. Juli: Das Pottgrabenbad wird geschlossen.[52]
- 28. Oktober: Der Orkan Xylia sorgt auch in Osnabrück für starke Überschwemmungen und verursacht ein Hochwasser der Hase.

## 1999
- 21. Juli: Das Hallenbad Gretesch wird im Rahmen des Osnabrücker Bäderkonzepts geschlossen.[11]
- 6. September: In den frühen Morgenstunden brennt das Kaffeehaus am Barenteich ab. Der Wiederaufbau kommt später ins Stocken, die Investitionsruine prägt den Rubbenbruchsee lange Jahre.[53]
- 9. Oktober: Wegen der in Osnabrück gezeigten Wehrmachtsausstellung kommt es zu Ausschreitungen zwischen den rechtsradikalen Junge Nationalisten und autonomen Gegendemonstranten.[54]
- Ein Teil des Hasedeckels Öwer de Hase wird entfernt.

## 2000
- 13. Mai: Der VfL Osnabrück feiert mit einem 0:0 gegen den VfB Oldenburg im Oldenburger Marschweg-Stadion den Gewinn der Meisterschaft in der Fußball-Regionalliga Nord. Von den 5500 Zuschauern waren 5000 Gästefans aus Osnabrück. Der Gewinn der Meisterschaft stand jedoch schon am Vorabend fest, als der Verfolger SV Wilhelmshaven beim 1. SC Göttingen 05 unterlag.[55]
- 28. Mai: Der VfL Osnabrück spielt in der Relegation zur 2. Bundesliga gegen den 1. FC Union Berlin im Stadion An der Alten Försterei unentschieden (1:1).
- 1. Juni: Der VfL Osnabrück gewinnt im Rückspiel Zuhause gegen den 1. FC Union Berlin mit 8:7 im Elfmeterschießen und stieg damit in die 2. Fußball-Bundesliga auf.
- 2. Juli: Am Piesberg beginnt im Rahmen der Expo 2000 das Piesberger Kunstprojekt.[56]
- 23. Juli: Das neue Presse- und Kommunikationszentrum an der Bremer Brücke wird nach einem Jahr Bauzeit eingeweiht.[57]
- 1. August: Das Land Niedersachsen verzichtet auf den Verkauf der Caprivi-Kaserne, um dort mehr Platz für die Hochschule Osnabrück zu schaffen.[58]
- 3. September: Im Hafen wird die neu errichtete Betriebszentrale der NordWestBahn mit einem Tag der offenen Tür eingeweiht.[59]
- 22. September: Osnabrück beteiligt sich am Autofreien Tag.
- 13. Oktober: Die Deutsche Stiftung Friedensforschung wird gegründet.
- 30. November: Der neue Hyde Park am Fürstenauer Weg öffnet zum ersten Mal.[60]